# Булак (Селенгинский район)
Була́к (бур. Булаг — «родник, ключ») — улус в Селенгинском районе Бурятии. Входит в сельское поселение «Загустайское».

## География
Расположен в 4 км к северо-востоку от районного центра, города Гусиноозёрска, на восточной окраине Загустайской долины, в полукилометре северо-западнее Кяхтинского тракта — автомагистрали А340.
Расстояние до центра сельского поселения, улуса Тохой — 8 км на северо-восток.
К улусу с северо-западной стороны подходит Загустайский угольный разрез. На Убукунском увале (местность Обоотэй Губэ), в двух километрах северо-восточнее Булака, у Кяхтинского тракта, находится возрождённый в 2012 году Загустайский дацан «Дэчен Рабжалинг», основанный ещё в XVIII веке.

## История
Население улуса за последние два десятилетия сильно сократилось. В советское время здесь существовало отделение колхоза имени Ленина села Тохой. Были построены крупная молочно-товарная ферма и каменные дома для колхозников. В настоящее время большая часть домов находится в полуразрушенном состоянии. Функционируют молочно-товарная и овцеводческая фермы.

## Население
| 2002 | 2010 |
| ---- | ---- |
| 27   | ↘21  |

## Экономика
Молочно-товарная ферма, овце-товарная ферма.